# 59街車站 (BMT第四大道線)
59街車站（英語：59th Street station）是紐約地鐵BMT第四大道線的一個快車地鐵站，位於布魯克林日落公園59街及第四大道交界，設有N線、R線（任何時候停站）與W線（僅繁忙時段停站）列車服務。

## 車站結構
| G | 街道層                | 出入口                                                                                               |
| M | 夾層                  | 閘機、車站詢問處                                                                                     |
| B | 北行                  | 往森林小丘-71大道（深夜時白廳街）（53街） · 深夜時（ 繁忙時） 往迪特馬斯林蔭路（53街）               |
| B | 島式月台，左/右側開門 | |
| B | 北行快速              | 往阿斯托利亞-迪特馬斯林蔭路（36街）                                                                  |
| B | 南行快速              | 往康尼島-斯提威爾大道（第八大道）                                                                    |
| B | 島式月台，左/右側開門 | |
| B | 南行                  | 往95街（灣脊區大道） · 深夜往康尼島-斯提威爾大道（第八大道） · 繁忙時段往86街-格雷夫森德（第八大道） |

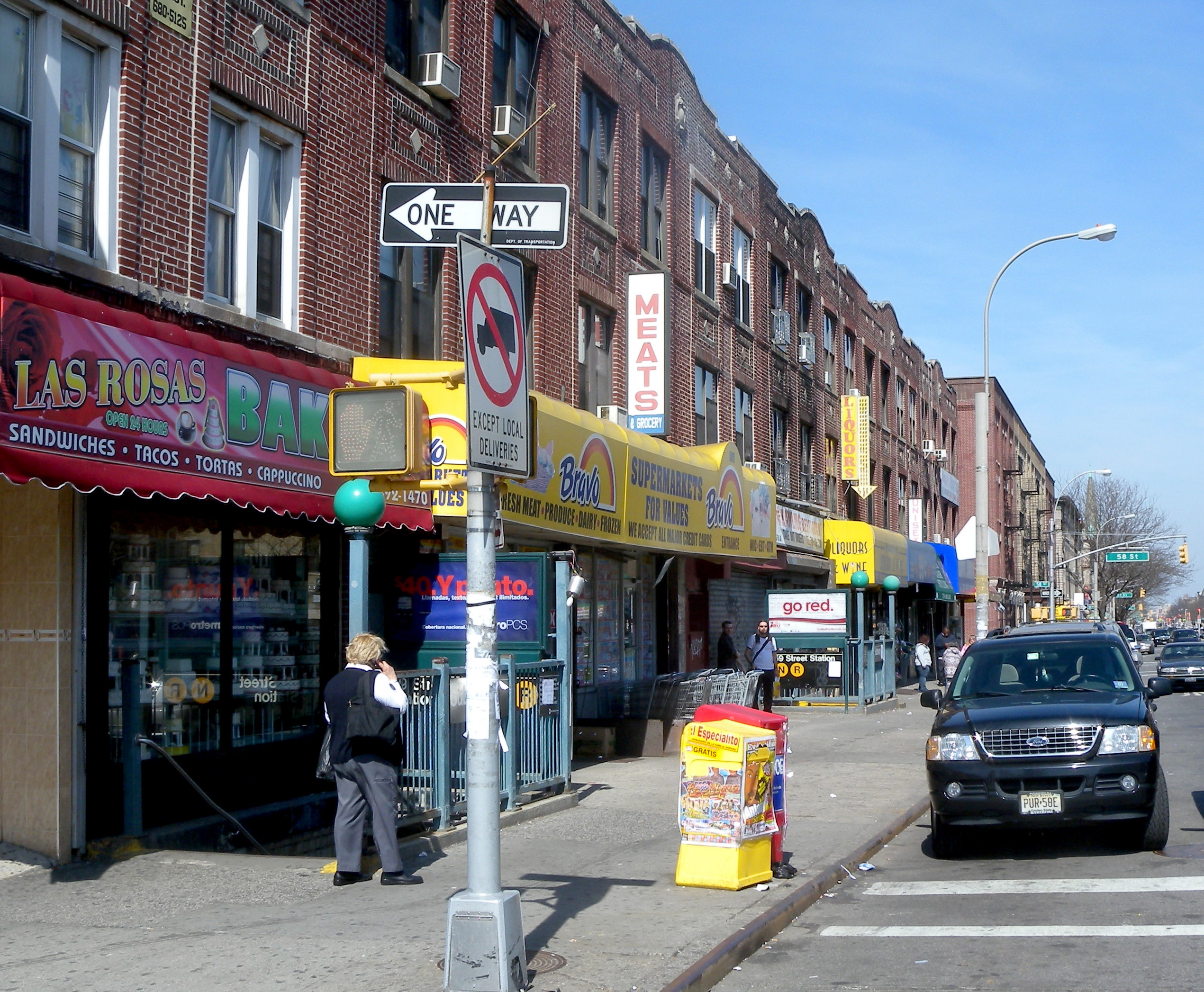
西街梯

此站在1915年6月22日啟用，設有兩個島式月台和四條軌道。此站也是最南的四軌快車地鐵站。外側慢車軌道繼續沿第四大道前往灣脊區-95街，而中央快車軌道轉向東成為BMT海灘線。車站以南設有兩個剪式橫渡線，容許列車從外側軌道跨進中央軌道，反之亦然。
此站在1970年代末翻新。

## 外部連結
- nycsubway.org—BMT 4th Avenue Line: 59th Street
- Station Reporter — N Train
- Station Reporter — R Train
- The Subway Nut — 59th Street Pictures（页面存档备份，存于）
- 59th Street entrance from Google Maps Street View（页面存档备份，存于）
- Fourth Avenue entrance, midblock between 60th and 61st Streets, from Google Maps Street View（页面存档备份，存于）
- Platforms from Google Maps Street View （页面存档备份，存于）